# Кастело ди Серавале
Кастело ди Серавале (итал. Castello di Serravalle) је насеље у Италији у округу Болоња, региону Емилија-Ромања.
Према процени из 2011. у насељу је живело 47 становника. Насеље се налази на надморској висини од 323 м.

## Становништво
| 1951. | 1961. | 1971. | 1981. | 1991. | 2001. | 2011. |
| ----- | ----- | ----- | ----- | ----- | ----- | ----- |
| 4.465 | 3.246 | 2.264 | 2.423 | 2.773 | 3.977 | 4.866 |